# Cachoeira (Campina Grande)
A Cachoeira era uma favela brasileira localizado na zona leste da cidade de Campina Grande, nos bairros de José Pinheiro e Monte Castelo. Era considerada a maior favela do estado da Paraíba.
Era formada essencialmente por moradores com várias necessidades básicas, e que no final do ano de 2006 foram transferidos para o bairro da Glória, na divisa das zonas leste e Norte de Campina Grande, na saída para Massaranduba. A favela seria demolida no mesmo ano.
A favela da Cachoeira começou o processo de ocupação do seu espaço geográfico por volta do ano de 1958, durante a administração do então prefeito Severino Bezerra Cabral, quando surgiram os primeiros habitantes dessa região periférica de Campina Grande. Chegou a ter, entre os anos de 1959 e 2006 cerca de 2.336 habitantes, 670 habitações, sendo 40% delas em situação de risco.